# 週刊EXILE
『週刊EXILE』在2010年1月18日開始在TBS系列每週星期一24:59 - 25:29（星期二0:59 - 1:29、JST）播放的真人實境節目。

## 出演

### MC
- MATSU（EXILE、2010年1月 - ）
- MAKIDAI（EXILE、2010年1月 - ）
- YOU（スペシャルサポーター、2010年1月 - ）
- KENCHI（EXILE、2011年1月 - ）

### 現在的主持
- 三代目J Soul Brothers（2012年1月 - ）
- BREATHE（2012年1月 - ）
- 劇団EXILE（2012年1月 - ）
- GENERATIONS（2012年4月 - ）

### 過去的主持
- USA（EXILE・MC、2010年1月 - 12月）
- ia（リポーター、2010年3月 - 5月）
- Love（2011年1月）
- Kana（2011年1月 - 8月）
- E-Girls（2011年1月 - 12月）
- 吉田セイラ（リポーター、2011年2月 - 3月）
- KEIJI（EXILE・リポーター、2011年2月 - 2012年3月）

## 播放電視台
| 播放對象地域   | 播放電視台          | 系列    | 播放日時                   | 備考       |
| -------------- | ------------------- | ------- | -------------------------- | ---------- |
| 關東廣域圏     | TBS電視台（TBS）    | TBS系列 | 星期一 24時59分 - 25時29分 | 製作局     |
| 静岡縣         | 静岡放送（SBS）     | TBS系列 | 星期一 24時59分 - 25時29分 | 同時播放   |
| 近畿廣域圏     | 每日放送（MBS）     | TBS系列 | 星期一 25時50分 - 26時20分 | 同日遅51分 |
| 沖繩縣         | 琉球放送（RBC）     | TBS系列 | 星期二 24時50分 - 25時20分 | 遅1日      |
| 岡山縣・香川縣 | 山陽放送（RSK）     | TBS系列 | 星期四 25時25分 - 25時55分 | 3日遅れ    |
| 北海道         | 北海道放送（HBC）   | TBS系列 | 星期四 25時56分 - 26時26分 | 3日遅れ    |
| 山梨縣         | 山梨電視台（UTY）   | TBS系列 | 星期三 25時25分 - 25時55分 | 4日遅れ    |
| 中京廣域圏     | 中部日本放送（CBC） | TBS系列 | 星期五 27時05分 - 27時35分 | 4日遅れ    |
| 愛媛縣         | 愛電視台（ITV）     | TBS系列 | 星期一 24時29分 - 24時59分 | 遅7日      |
| 鳥取縣・島根縣 | 山陰放送（BSS）     | TBS系列 | 星期一 24時55分 - 25時25分 | 遅7日      |
| 宮崎縣         | 宮崎放送（MRT）     | TBS系列 | 星期二 24時55分 - 25時25分 | 遅8日      |
| 福岡縣         | RKB每日放送（RKB）  | TBS系列 | 星期四 25時55分 - 26時25分 | 遅10日     |

### 過去播放電視台
| 播放對象地域 | 播放電視台      | 系列    | 播放日時                   | 備註     | 播放完結日    |
| ------------ | --------------- | ------- | -------------------------- | -------- | ------------- |
| 長崎縣       | 長崎放送（NBC） | TBS系列 | 星期三 23時50分 - 24時20分 | 遅2日    | 2011年3月30日 |
| 廣島縣       | 中国放送（RCC） | TBS系列 | 星期一 24時55分 - 25時25分 | 同時播放 | 2011年4月4日  |

## 備註・出典
1. ↑  2012年3月在24時55分 - 25時25分鐘播放。
2. ↑  2011年8月8日在25時20分 - 25時50分同日遅25分鐘播放。
3. ↑  2010年4月至8月在星期一 25時45分 - 26時15分同日遅50分鐘播放。
4. ↑  2010年2月開始播放。2月在星期一 25:54 - 26:24，3月在星期二 25:59 - 26:29、2010年4月至9月在星期四 25時20分 - 25時50分播放。
5. ↑  播放日時會変更。
6. ↑  2011年9月同時播放，同年10月7日至21日在星期五 26時30分 - 27時00分播放。10月28日至現在的播放日時。
7. ↑  2012年4月2日開始播放。同年7月2日在24時20分 - 24時50分播放。
8. ↑  2012年4月9日同時播放，TBS的播放時間変更在4月23日開始延遅。
9. ↑  2012年4月3日開始播放。
10. ↑  2010年10月6日開始播放。

## 外部連結
- 官方網站 （页面存档备份，存于）